# Касимова Маргарита Наїмівна
Маргарита Наїмовна Касимова (тадж. Марворид Қосимова; 10 квітня 1938, Душанбе, Таджицька РСР, нині Душанбе, Таджикистан — 4 червня 2024, Мінськ) — радянська, білоруська і таджицька актриса, кінорежисер і сценарист.

## Біографія
У 1961 році закінчила режисерський факультет ВДІКу (майстерня Довженка і Чіаурелі) і з цього ж року почала працювати на кіностудії «Таджикфільм». Знімала хроніку, кіножурнали, документальні фільми (разом понад 40). Була другим режисером на багатьох стрічках, поки в 1967 році не дебютувала як режисер ігрового кіно («Літо 1943 року»). Низку картин зняла на кіностудії «Туркменфільм». З початком громадянської війни в Таджикистані перебралася в Білорусь, де перебувала в штаті кіностудії «Білорусьфільм» редактором. Мала російське громадянство.

## Нагороди
- 1976 — Заслужений діяч мистецтв Таджицької РСР
- 2008 — Медаль Франциска Скорини
- 2015 — Орден Франциска Скорини